# Schismatothele kastoni
Espèce
Synonymes
- Hemiercus kastoni Caporiacco, 1955

Schismatothele kastoni est une espèce d'araignées mygalomorphes de la famille des Theraphosidae.

## Distribution
Cette espèce est endémique du Venezuela.

## Publication originale
- Caporiacco, 1955 : Estudios sobre los aracnidos de Venezuela. 2a parte: Araneae. Acta Biologica Venezuelana, vol. 1, p. 265-448.